# New Lexington
New Lexington is een plaats (city) in de Amerikaanse staat Ohio, en valt bestuurlijk gezien onder Perry County.

## Demografie
Bij de volkstelling in 2000 werd het aantal inwoners vastgesteld op 4689.
In 2006 is het aantal inwoners door het United States Census Bureau geschat op 4617, een daling van 72 (-1,5%).

## Geografie
Volgens het United States Census Bureau beslaat de plaats een oppervlakte van
6,0 km², geheel bestaande uit land. New Lexington ligt op ongeveer 254 m boven zeeniveau.

## Plaatsen in de nabije omgeving
De onderstaande figuur toont nabijgelegen plaatsen in een straal van 16 km rond New Lexington.